# أرزيل
أرزيل هي قرية في مقاطعة ورزقان، إيران. يقدر عدد سكانها بـ 528 نسمة بحسب إحصاء 2016.